# René Oltmanns
René Oltmanns (ur. 28 października 1979 roku w Gifhornie) – niemiecki aktor teatralny, filmowy i telewizyjny.
Dorastał w Wolfsburgu. Jest absolwentem szkoły teatralnej Schauspielschule Frese w Hamburgu.
W telewizji pojawił się w serialach: Adelheid i jej mordercy (Adelheid und ihre Mörder), Lotnicze Pogotowie Ratunkowe (Die Rettungsflieger) i 4xZ (4 gegen Z).
Występował na profesjonalnej scenie w Lubece, Wolfsburgu, Akwizgranie, Nadrenii-Palatynacie, Hamburgu i Bochumie.
Od października 2007 do listopada 2010 roku grał rolę Simona Konopki w telenoweli ARD Burza uczuć (Sturm der Liebe).